# ビデオ・インスタレーション

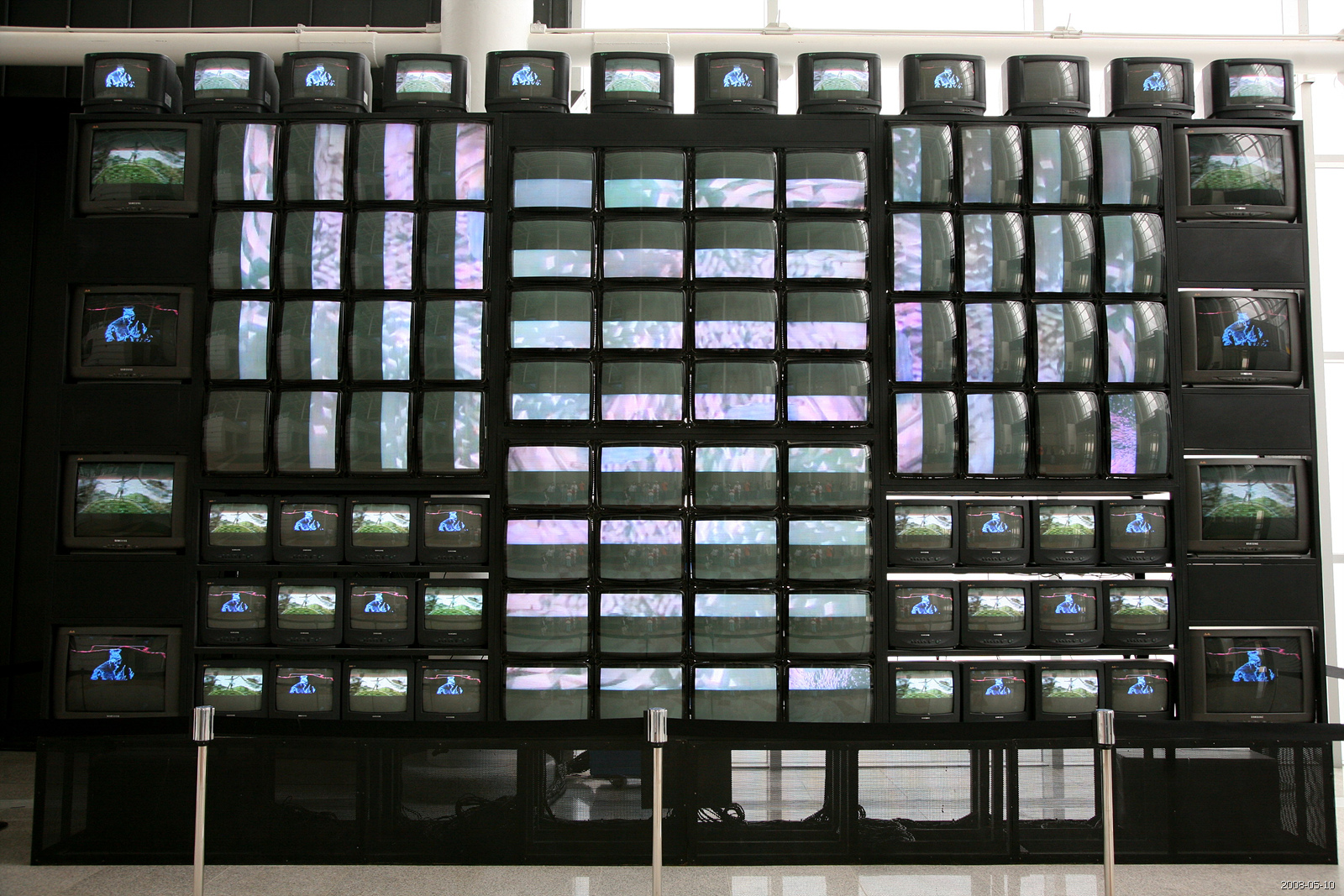
ナム・ジュン・パイク「One hundread-and-eight Tourments」

ビデオ・インスタレーション（英語: Video installation）は現代美術における表現手法・ジャンルの一つで、ビデオによる映像を用いて、観客のいる周囲の環境を変容させ、観客に影響を与えるというもの。ビデオを使った芸術であるビデオアートと、場所や空間全体を作品化して体験させる芸術であるインスタレーションを組み合わせたものである。
その起源はビデオアートの誕生した1960年代に遡るが、デジタルビデオやプロジェクタなどの普及により、空間全体に映像を投影する映像機器の入手が簡単となり、ビデオ・アートやインスタレーションの大きな割合を占めるようになっていった。ビデオ・インスタレーションは、ギャラリーや美術館などの美術展示用スペースだけでなく、ビルや廃墟など建物の内外、都市空間に至るまであらゆる場所で展示されている。展示に必要なものは映像機器のほか、電源と暗さが必要とされる。映像だけでなく、立体作品、音響、パフォーマンスアートを組み合わせる方法もある。
ビデオ・インスタレーションに用いられる手法の一つとして、複数のプロジェクタを使って複数の映像を同時に上映し、映画のような直線的な叙述だけではなく映像相互が絡み合って物語を作るというものがある。また物語構造の中に、鍵となる要素として上映に使われる特定の空間を取り込むこともできる。この場合、空間全体に映像の世界が広がり、強い没入感のある環境を作り出すことができる。さらに、映像の上映の中に観客の関与を求めてゆくと、観客の行動が映像や空間に変化を与えるインタラクティブアートにも重なってゆく。
ビデオ・インスタレーションの先駆者としては、テレビを彫刻のように組み合わせて映像を上映するナム・ジュン・パイクがいる。パイクはテレビの数を増やしてゆき、壁状や塔状に組み合わせて没入感のある環境を構成していった。
1970年代に入ると、ビル・ヴィオラが展示室の中央に置いた大きなスクリーンや展示室の壁面全体に映像を投影し、セリフなどをそぎ落として人生、生死、宗教体験などをテーマにした物語を作り、ビデオ・インスタレーションの分野における巨匠となった。同じ頃に登場したゲイリー・ヒルは、映像機器をさまざまに使用して、言葉やテキストも用い、インタラクティブ性の強い映像を作り上げた。
1990年代以後は、彫刻に目や口などの小さな映像を投影するという手法を用いるようになったアメリカのトニー・アウスラー、マルチスクリーンを用いたインスタレーションを行うイギリスのサム・テイラー＝ウッド、イラン社会の女性などをテーマにした映画のような映像を上映するイラン出身のシリン・ネシャットらが出ており、世界中の作家がビデオ・インスタレーションの制作・展示を行っている。